# Buxus sinica
Buxus sinica är en buxbomsväxtart som först beskrevs av Alfred Rehder och E.H. Wilson, och fick sitt nu gällande namn av M. Cheng. Buxus sinica ingår i släktet buxbomar, och familjen buxbomsväxter.

## Underarter
Arten delas in i följande underarter:
- B. s. aemulans
- B. s. insularis
- B. s. intermedia
- B. s. parvifolia
- B. s. pumila
- B. s. vaccinifolia

## Bildgalleri

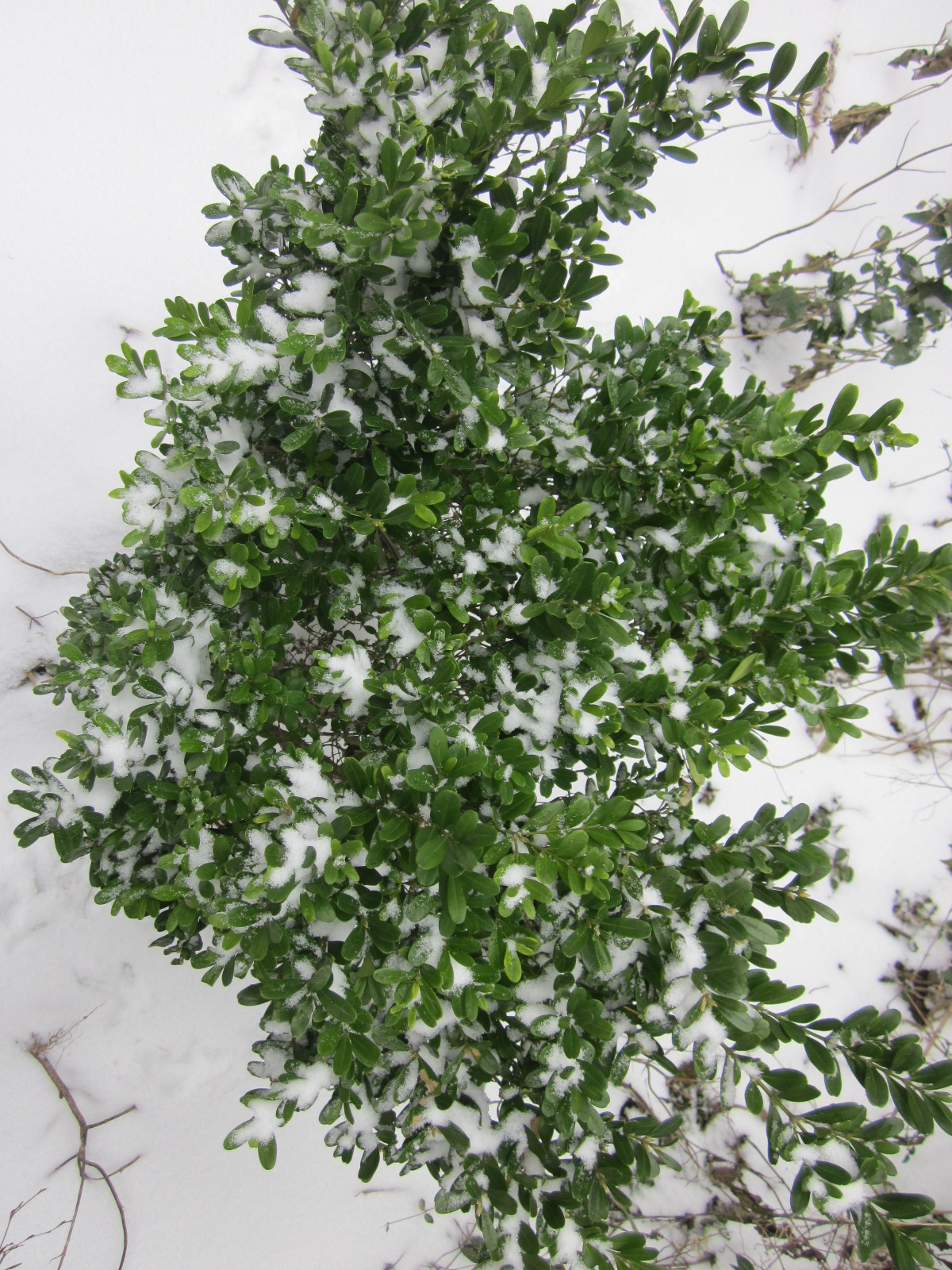
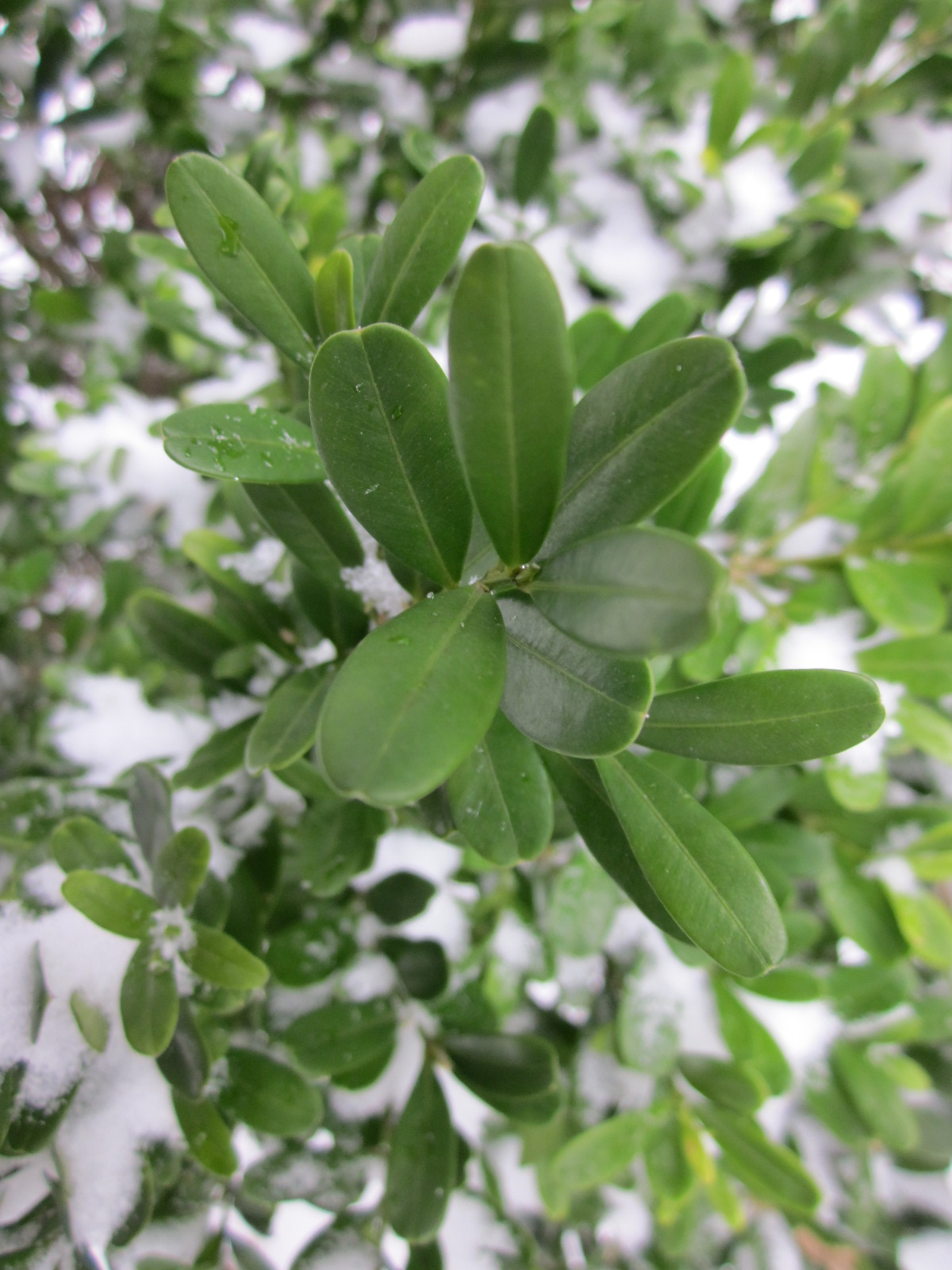
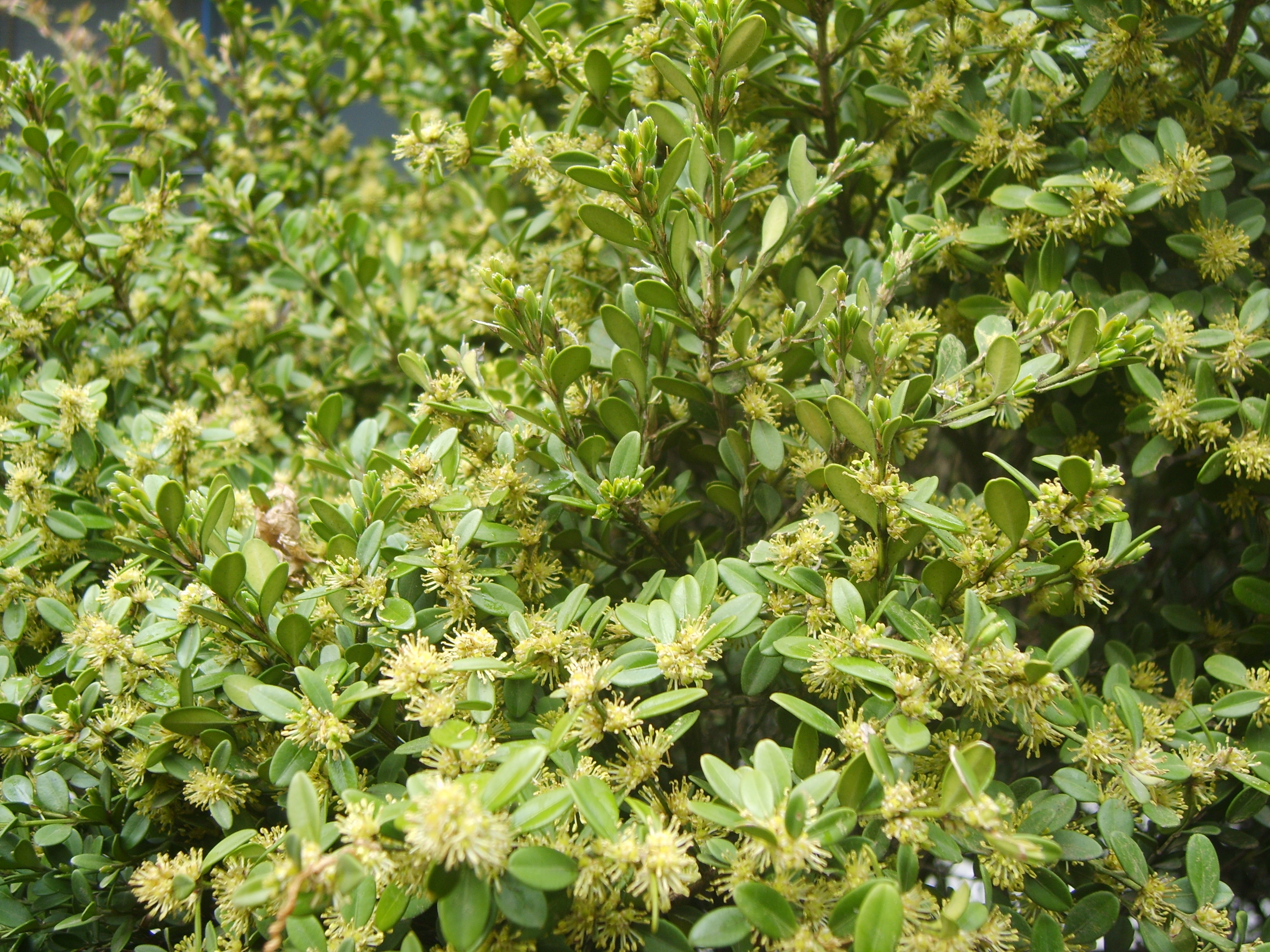
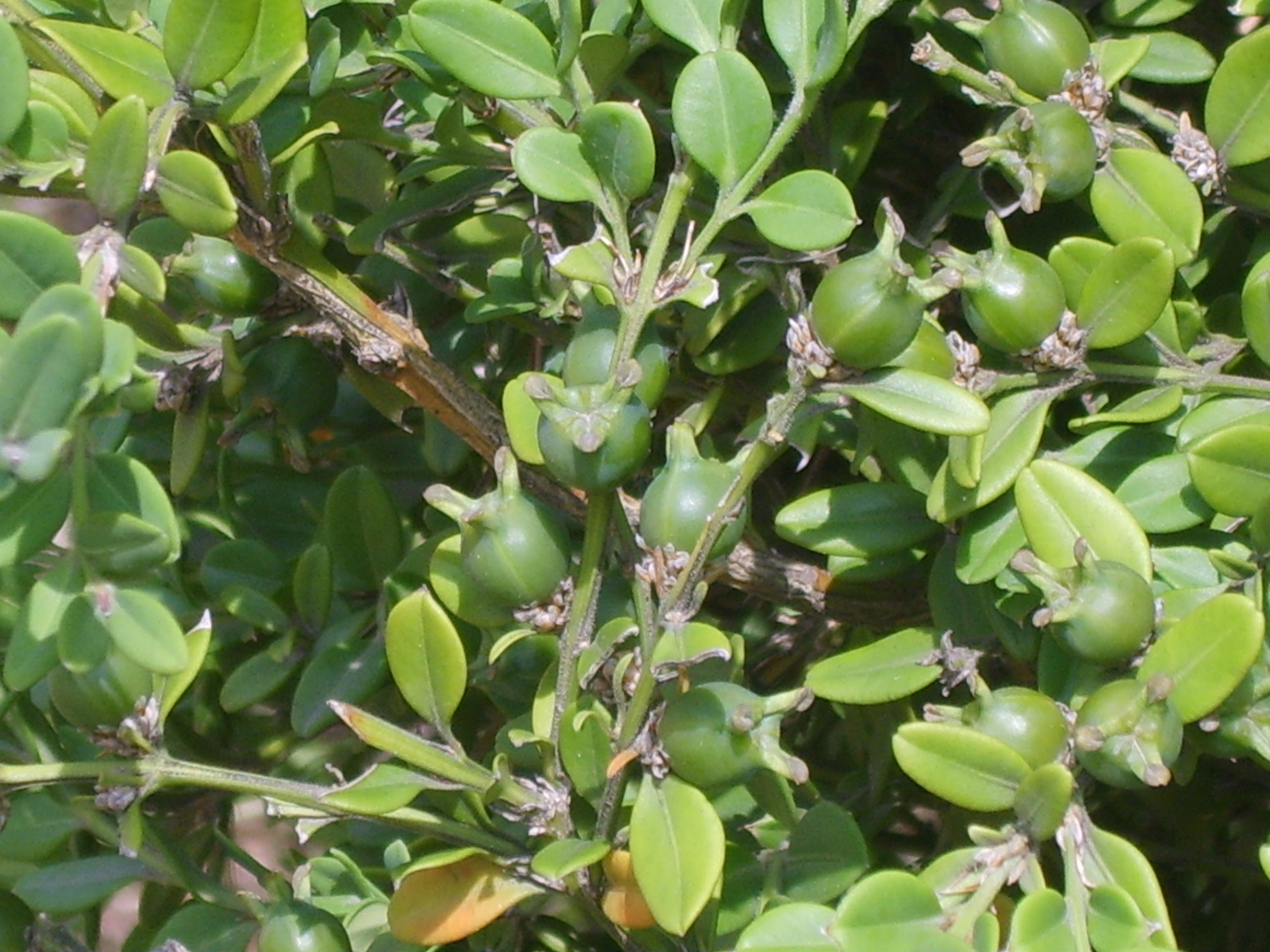
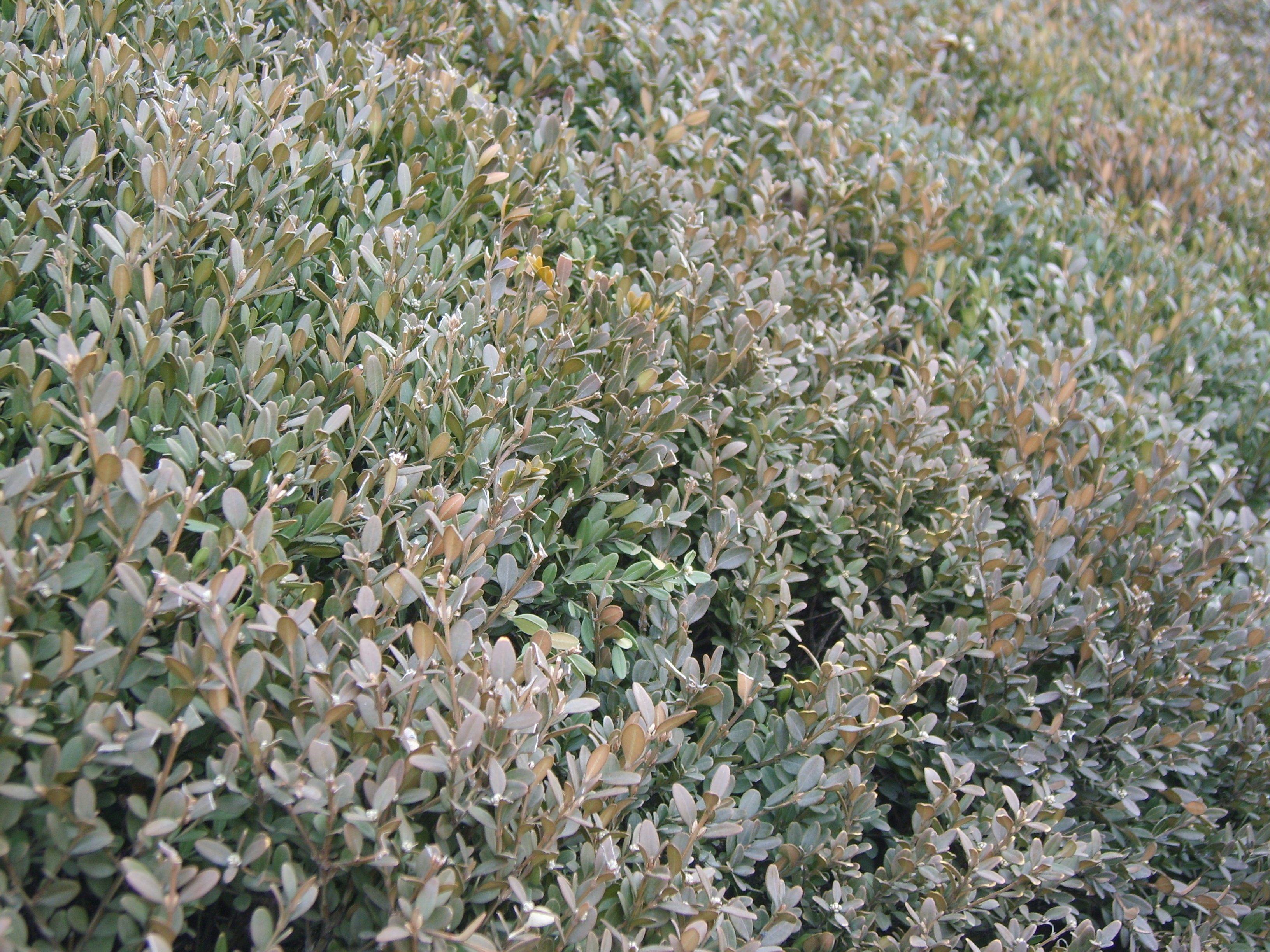
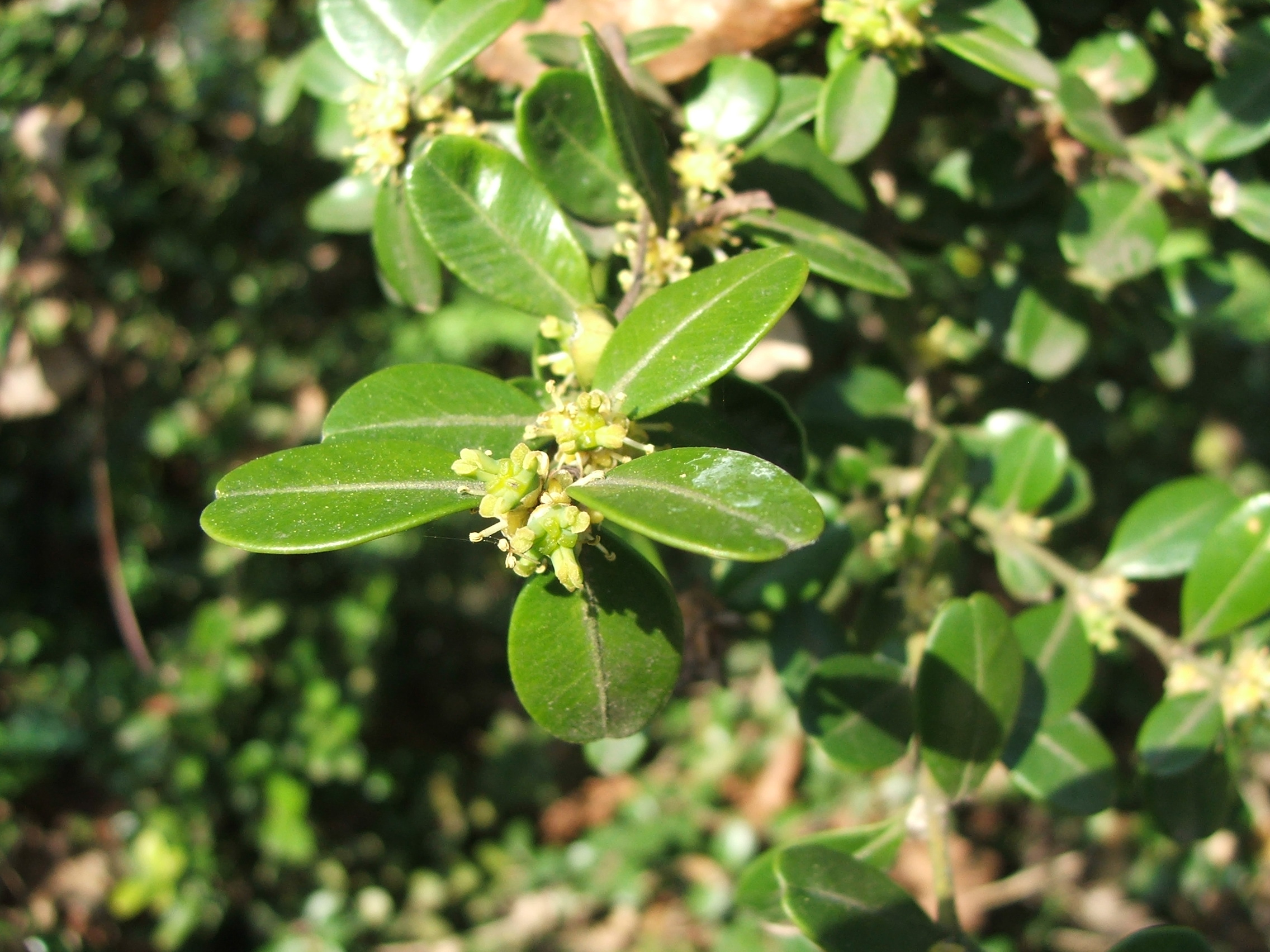